# Georges Brassens archives 1953-1980 inédits
Georges Brassens Inédits est le titre d'un album posthume de Georges Brassens paru en 2001 et composé d'archives datées de 1953 à 1980.

## Mise en perspective de l'album
Il se compose d'un enregistrement effectué en public, le 21 décembre 1953, au cabaret parisien La Villa d'Este, de duos avec Charles Trenet pour l'émission La la la, diffusée le 26 février 1966 sur la 2e chaîne de la RTF, et de diverses séances de travail et d'enregistrements.

## Première édition de l’album
- Octobre 2001 : Inédits, disque compact, Mercury/Universal (586356-2)[3].

### Listes des chansons
Toutes les chansons sont écrites et composées par Georges Brassens, sauf mention contraire.
| No  | Titre                           | Paroles                                       | Musique                             | Durée      |
| --- | ------------------------------- | --------------------------------------------- | ----------------------------------- | ---------- |
| 1.  | La Mauvaise Réputation          |                                               |                                     | 3 min 01 s |
| 2.  | Le Mauvais Sujet repenti        |                                               |                                     | 2 min 50 s |
| 3.  | Le Parapluie                    |                                               |                                     | 2 min 42 s |
| 4.  | Hécatombe                       |                                               |                                     | 3 min 16 s |
| 5.  | La Chasse aux papillons         |                                               |                                     | 2 min 34 s |
| 6.  | Le Gorille                      |                                               |                                     | 3 min 35 s |
| 7.  | Les Amoureux des bancs publics  |                                               |                                     | 3 min 37 s |
| 8.  | P... de toi                     |                                               |                                     | 3 min 21 s |
| 9.  | Brave Margot                    |                                               |                                     | 3 min 57 s |
| 10. | Je suis swing                   | André Hornez et Johnny Hess                   | A. Hornez et J. Hess                | 1 min 25 s |
| 11. | Le Grand Café                   | Charles Trenet                                | Ch. Trenet                          | 1 min 53 s |
| 12. | Tout est au duc                 | G. Brassens, Ch. Trenet, Fred Adison          | G. Brassens, Ch. Trenet, F. Adison  | 25 s       |
| 13. | Le Petit Oiseau                 | Ch. Trenet                                    | Ch. Trenet                          | 1 min 36 s |
| 14. | Vous êtes jolie                 | Ch. Trenet                                    | Ch. Trenet                          | 2 min 05 s |
| 15. | Jean rentre au village          |                                               |                                     | 1 min 25 s |
| 16. | Les Passantes (1re version)     | Antoine Pol                                   | G. Brassens                         | 3 min 53 s |
| 17. | Les Passantes (2e version)      |                                               |                                     | 4 min 10 s |
| 18. | Tu t'en iras les pieds devant   | Maurice Boukay                                | Marcel Legay                        | 1 min 54 s |
| 19. | En quittant la ville, j'entends | Ch. Trenet                                    | Ch. Trenet                          | 1 min 51 s |
| 20. | Adieu, Venise provençale        | Henri Allibert et René Savill, Vincent Scotto | H. Allibert et R. Savill, V. Scotto | 2 min 01 s |
| 21. | Ça s'est passé un dimanche      | Jean Boyer, Georges van Parys                 | J. Boyer, G. van Parys              | 2 min 07 s |
| 22. | Mimile                          | J. Boyer, G. van Parys                        | J. Boyer, G. van Parys              | 3 min 19 s |
| 23. | Altesse                         | Victor Hugo                                   | G. Brassens                         | 1 min 30 s |